# Ludwig Carl Christian Koch
Ludwig Carl Christian Koch (8 de novembre de 1825 - 1 de novembre de 1908) va ser un entomòleg alemany especialitzat en aracnologia.
Va néixer en Ratisbona i va morir en Nuremberg, aAlemanya. Inicialment va estudiar la carrera de dret a Nuremberg però després va canviar a Medicina i Ciències. Des de 1850 va exercir com a metge en el districte de Wöhrd, a Nuremberg.
És considerat entre els quatre entomòlegs i aracnòlegs més influents de la segona meitat del segle xix. Va escriure nombrosos treballs sobre aranyes d'Europa, Sibèria i Austràlia. El seu treball va guanyar reputació mundial, arribant a anomenar-lo col·loquialment Spider Koch (Aranya Koch).
No ha de confondre's amb el seu pare Carl Ludwig Koch (1778–1857), un altre famós aracnòleg. El seu nom s'abreuja com a L.Koch en la descripció d'espècies, mentre que el seu pare és abreujat com a C.L.Koch.

## Obres
- Die Myriapodengattung Lithobius. J. L. Lotzbeck, Nuremberg 1862
- Die Arachniden-Familie der Drassiden. J. L. Lotzbeck, Nuremberg 1866
- Uebersichtliche Darstellung der europäischen Chernetiden (Pseudoscorpione). Bauer & Raspi, Nuremberg 1873
- Aegyptische und Abyssinische Arachniden (Aràcnids d'Egipte i Abissínia) Recollits pel senyor C. Jickeli. Bauer & Raspi, Nuremberg 1875
- Verzeichniss der in Tirol bis jetzt beobachteten Arachniden nebst Beschreibungen einiger neuen oder weniger bekannten Arten (Llistat dels aràcnids del Tirol i descripció d'alguna de les noves espècies oposades o menys conegudes). 1876
- Japanesische Arachniden und Myriapoden. (Miriàpodes i aràcnids del Japó). Amb dues taules (Vorgelegt in der Versammlung am 3. October 1877.) In: Verhandlungen der der k.-k. zoologisch-botanischen Gesellschaft in Wien, Jahrgang 1877, Band 27, W. Braumüller, Wien 1878, Seite 735-798 & Tafeln XV o. XVI.
- Arachniden aus Sibirien und Novaja Semlja recollides en l'expedició sueca de 1875. P.A. Norstedt & Söner, Estocolm 1879
- Die Arachniden Australiens (1871-1883), el seu principal estudi sobre les aranyes d'Austràlia, acabat per Eugen von Keyserling a causa que se li va produir una ceguesa (Worldcat)

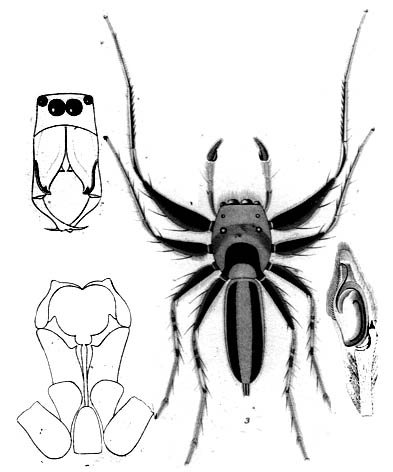
Cosmophasis micarioides L. Koch (dibujado por L. Koch 1880)
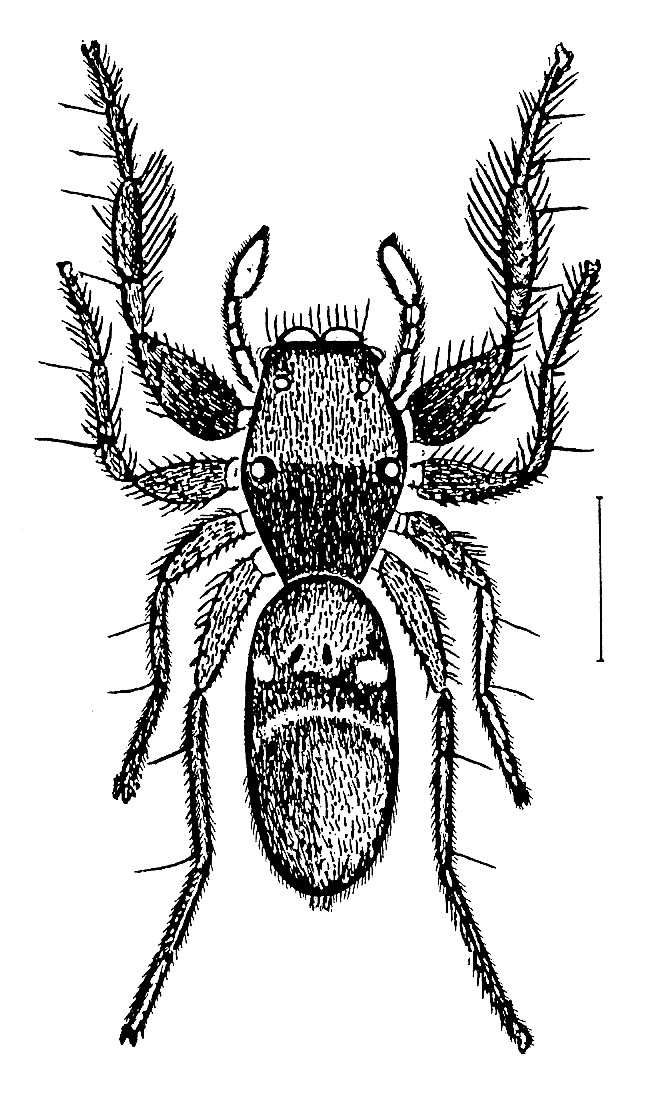
Rhombonotus gracilis (dibujado por L. Koch, 1877)